# Jackie Rainbow
Jackie Rainbow, playmate de septiembre de 1954. La modelo de calendario Jackie Rainbow apareció la primera vez como anónima. A diferencia de sus predecedoras, Jackie no era parte de la Compañía de Calendarios Baughmgarth: Hugh Hefner compró la foto, que fue tomada por Carlyle Blackwell para el Publix Pictorial Service. Ni siquiera Tom Benjamin, un fan totalmente dedicado a buscar información de las playmates de cada mes desde el comienzo de Playboy, no ha encontrado ninguna otra aparición de Jackie Rainbow en otra revista.

## Predecedoras y sucesoras
- Agosto de 1954 Arline Hunter - Septiembre de 1954 Jackie Rainbow - octubre de 1954 Madeline Castle